# Aethes seriatana
Aethes seriatana es una especie de polilla del género Aethes, categorizada en la tribu Cochylini, de la subfamilia Tortricinae.

## Distribución
Se distribuye por Estados Unidos.

## Taxonomía
Fue descrita por Zeller en 1875 y publicada en (Conchylis), Verh. zool.-bot. Ges. Wien 25: 244.